# Cromemco
La Cromemco è stata una azienda statunitense produttrice di computer che aveva sede a Mountain View in California.
L'azienda era conosciuta principalmente per i suoi Microcomputer basati sul bus S-100 e sul microprocessore Zilog Z80. La Cromemco Dazzler è stata inoltre la prima scheda grafica a colori disponibile per i personal computer.
La compagnia nacque nel 1974 come partnership tra Harry Garland e Roger Melen due studenti presso l'università di Stanford.
La compagnia prese il nome dalla loro residenza presso la Stanford University, il dormitorio denominato Crothers Memorial.
Incorporata nel 1976, la Cromemco venne citata nel 1981 come una delle dieci aziende private degli Stati Uniti con la più veloce crescita interna.